# Réplique de bateau
Pour les articles homonymes, voir Réplique.

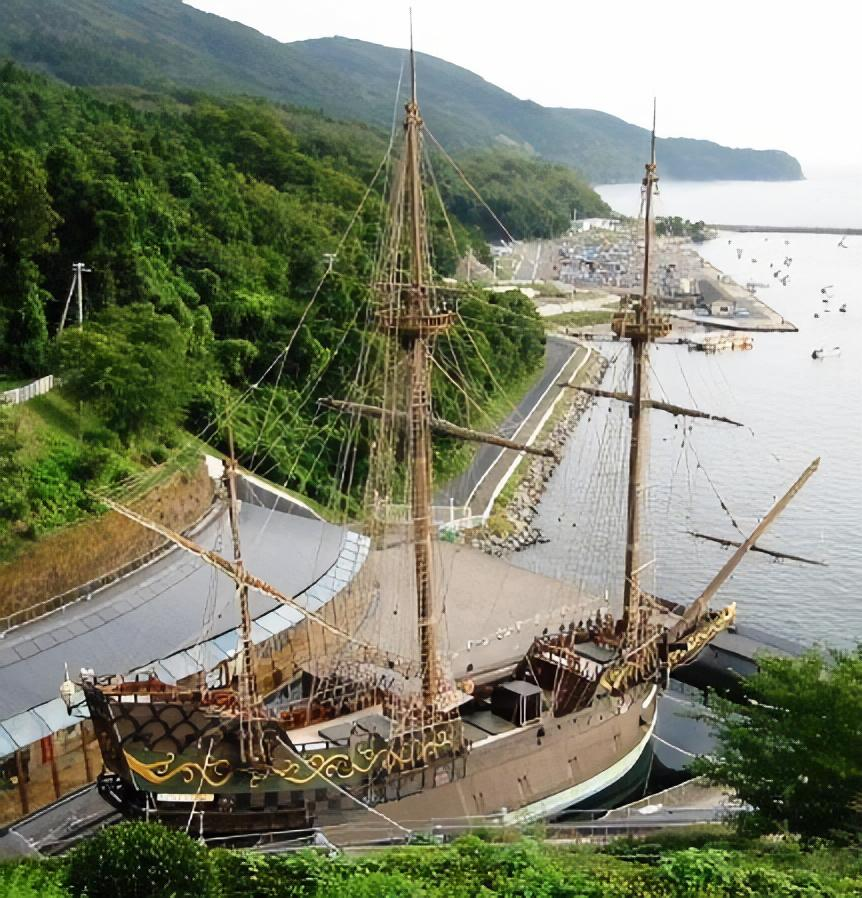
Réplique du San Juan Bautista, à Ishinomaki, au Japon.

Une réplique de bateau est la reconstruction d'un bateau historique disparu, parfois adapté mais presque toujours à la même échelle.

## Description
Une réplique de bateau est une copie reconstruite d'un autre bateau, généralement historique. Elle peut être un vrai bateau naviguant ou juste ressemblant à l'original, dans ce cas il s’agit souvent d’un musée. Elle peut également représenter de manière générique un type de bateau, le nom n'est pas toujours identique au navire original.
Plusieurs idées peuvent être à l’origine de la construction de la réplique d’un bateau : des recherches historiques sur la construction navale à une période donnée (l'Argo), la fierté d’un pays, d’une région ou d’une ville (La Recouvrance), la célébration d'un événement historique (Susan Constant), pour être exposé dans un musée (San Juan Bautista) ou pour permettre le tournage de films (Bounty). Toutefois, la liste de ces raisons ne saurait être exhaustive. 
En général, une véritable réplique est à l'échelle 1. Toutefois, il arrive que pour certaines raisons les dimensions du bateau aient été changées. Les maquettes ou modèles réduits ne font pas partie des répliques de bateau.
Certains bateaux ne sont pas à proprement parler des répliques, mais, au cours des âges, toutes les pièces ont été changées. Cela semble être une version moderne du dilemme philosophique du bateau de Thésée.
Certaines répliques sont temporaires et simples, dont l’unique but est de participer à une cérémonie. Souvent dans ce cas, elles sont brûlées.
Environ 80 répliques de bateaux ont été lancées en France dans le cadre du concours " Bateaux des côtes de France " (1988-1992) proposé par le magazine Le Chasse-marée.

## Exemples de réplique

### Naviguant

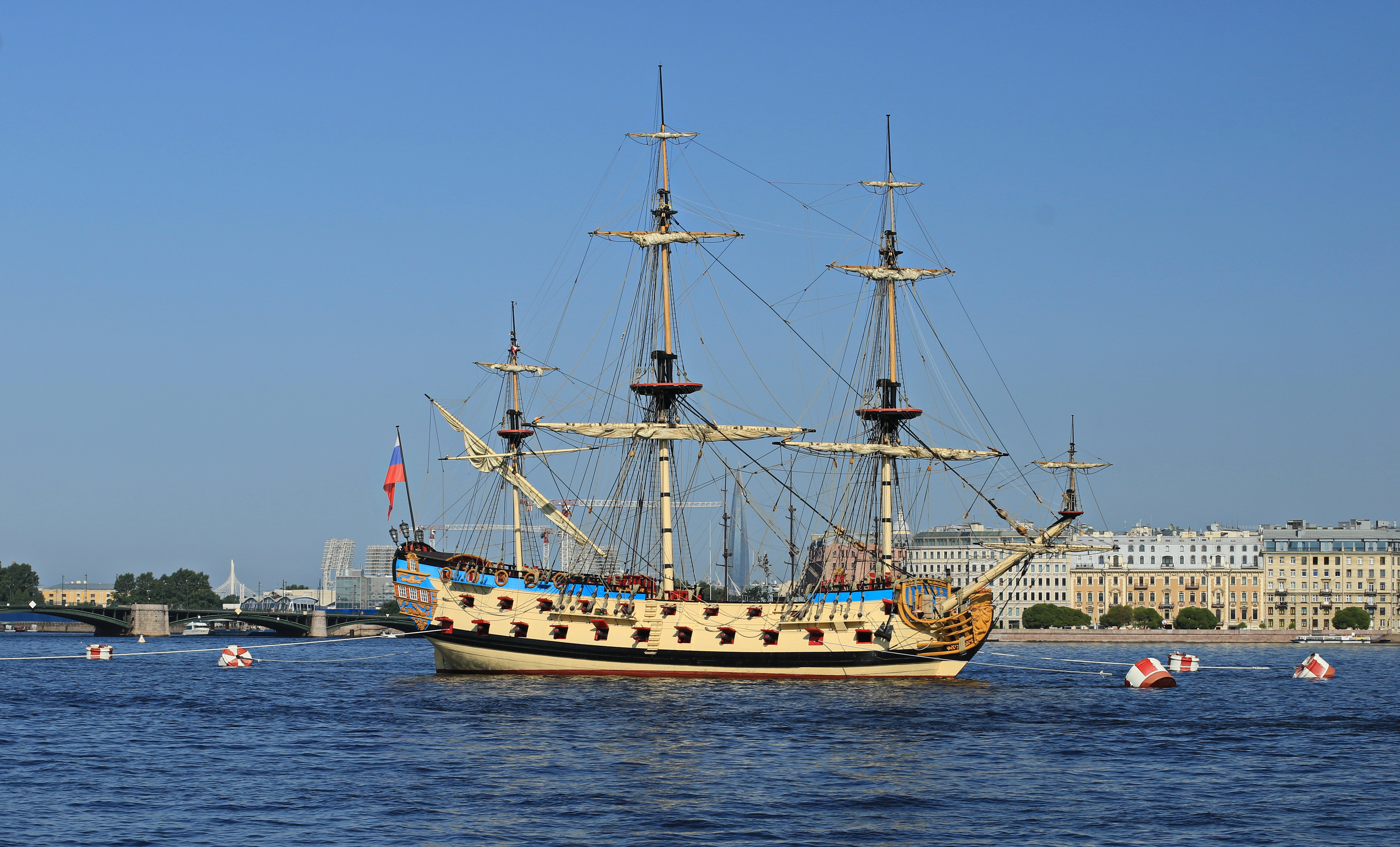
Réplique du Poltava, navire de la marine impériale russe lancé en 1712.

- L'Hermione est la réplique de la frégate du même nom, en service de 1779 à 1793. Elle a été reconstruite dans l'ancien Arsenal de Rochefort à partir de 1997[1] et lancée le 7 septembre 2014[2].
- Le Götheborg III (2003) est un trois-mâts carrés suédois de 47 m de long, construit entre 1992 et 2003, réplique d'un Indiaman du XVIIIe siècle[3].
- La Grace est une réplique d'un brick tchèque du XVIIIe siècle, construit en 2010.
- Le Maryland Dove est une réplique du Dove, un navire de commerce anglais du début du XVIIe siècle, construite en 1978.
- Les yoles de Bantry sont des répliques d'une embarcation de la Marine nationale datant de 1796.

### En construction
- Le Jean Bart est une réplique d'un vaisseau de ligne de 1670, dont la construction a débuté en 2002[4] à Gravelines (Nord) par l'Association Tourville. Sa construction devrait durer 25 ans (vers 2027 environ).